# A szuperkatona
A szuperkatona (eredeti cím: Agent Recon) 2024-ben bemutatott amerikai sci-fi akciófilm, amelynek forgatókönyvírója, rendezője és társproducere Derek Ting. A főbb szerepekben Ting, Marc Singer és Chuck Norris látható. Norrisnak ez volt az első filmszerepe a The Expendables – A feláldozhatók 2. (2012) óta. 
Az Amerikai Egyesült Államokban 2024. június 21-én mutatták be a mozikban. Magyarországon 2025. május 22-én mutatta be a Mozi+.

## Cselekmény
Alastair, egy titkos akciócsoport századosa. Felkéri a szupererős újoncot, Jint egy Green ezredes által vezetett tengerészgyalogos küldetésre. Céljuk egy energiazavar felderítése egy új-mexikói bázison, ahol a gyanú szerint idegen technológiával kísérleteznek.

## Szereplők
| Szerep               | Színész               | Magyar hang        |
| -------------------- | --------------------- | ------------------ |
| Jim Yung             | Derek Ting            | Seszták Szabolcs   |
| Green ezredes        | Marc Singer           | Törköly Levente    |
| Alastair kapitány    | Chuck Norris          | Rosta Sándor       |
| Tanya                | Sylvia Kwan           | Bogdányi Titanilla |
| Miller               | Jason Scott Jenkins   | Varga Rókus        |
| Aaron Klak           | Matthew Ryan Burnett  | Czető Roland       |
| Lila Rupert százados | Nikki Leigh           |                    |
| Dr. Penn / Alpha     | Christopher Showerman |                    |
| Larry Higgins        | Teo Briones           |                    |

## A film készítése
2023 októberében bejelentették A szuperkatona című sci-fi akciófilm forgatásának végét, amelynek Derek Ting a rendezője, forgatókönyvírója és főszereplője. Marc Singer, Chuck Norris, Sylvia Kwan, Jason Scott Jenkins, Matthew Ryan Burnett, Nikki Leigh és Christopher Showerman alkotta a film szereplőgárdáját.
Az Amerikai Egyesült Államokban a Quiver Distribution forgalmazásában jelent meg 2024. június 21-én.

## Fordítás
- Ez a szócikk részben vagy egészben  az   Agent Recon című angol Wikipédia-szócikk ezen változatának fordításán alapul.  Az eredeti cikk szerkesztőit annak laptörténete sorolja fel. Ez a jelzés csupán a megfogalmazás eredetét és a szerzői jogokat jelzi, nem szolgál a cikkben szereplő információk forrásmegjelöléseként.